# Bartolomé Bioque Aguilar
Bartolomé Bioque Aguilar (Carpio, Còrdova, 1948) és un estudiós investigador de l'esoterisme, de l'antropologia, de les religions comparades i d'altres ciències relacionades amb la mitologia i la tradició. Col·laborador amb més de deu anys d'experiència en diferents emissores de ràdio, com Ràdio 4, COM Ràdio, Cadena SER Tarragona, Onda Cero, Radio Salud i altres. Ha participat també en programes de televisió parlant de temes tan diversos com la història, el misteri, la psicologia o la màgia.

## Obra[2][4]
- Luces en la Catedral (Club de Autores, 2000).
- El fogón esotérico, el crisol andalusí (Corona Borealis, 2004).
- La Rioja mágica (Corona Borealis, 2004).
- Misterios del mundo antiguo (Océano Ámbar, 2006).
- Numerología: el lenguaje secreto de los números (Océano Ámbar, 2008).
- Runas, el oráculo secreto de la vida (Océano Ámbar, 2008).
- Magia blanca: el poder de lo sobrenatural (Océano Ámbar, 2011).
- El Tarot Egipcio y la magia (Océano Ámbar, 2012).